# 重永響太
重永 響太（しげなが きょうた、1990年 - ）は資産形成や運用コンサルタントとして顧客のサポートや提案を行なっている人物。
株式会社ヒビキエフピーオフィスの代表。

## 経歴
CFP®とFP1級を保有し、名古屋で資産形成コンサルティングをメインとした独立系FP事務所を経営している。
2009年に中京大学情報理工学部へ進学すると、プログラミングを主に研究。その後スマホアプリを開発し、京都大学で行われた学会にて発表。同アプリのプレゼン発表会を行なったところ、学生ビジネスアイデアグランプリにて入賞する。さらに、大学在学中に宅地建物取引士試験•FP技能士2級試験にも合格している。
2013年大学を卒業すると銀行へと就職。「踊る銀行員」として数々のダンスバトルやコンテストで優勝•入賞を経験。友人の結婚式の余興として初めてフラッシュモブを企画するとあまりの楽しさに、後にフラッシュモブ代行会社を起ち上げる。
2016年、金融機関の提供するサービスに疑問を感じ、「好きなことをして生きていこう」と決意。周囲の反対を押し切って3年半勤めた銀行を退職し、フラッシュモブグループQPを立ち上げる。
2017年には、FPの頂点CFP試験全科目を合格し、2018年にCFP®に認定される。
同年、「顧客の利益最優先のサービスを提供したい」という想いから個人向け資産形成コンサルタントとして株式会社ヒビキエフピーオフィスを開業する。

## 所属
- 株式会社ヒビキエフピーオフィス /代表取締役
- 日本FP協会

## 実績

### 【セミナー】
- 2020年2月27日：みんなが仕事帰りに参加している資産運用無料セミナー
- 2020年3月29日：CRAZY MONEY 2020 年収500万円以上の会社員・公務員に贈る資産形成セミナー
- 2021年1月16日：【投資セミナー】ULTRA MONEYセミナー
- 2021年4月03日：【投資セミナー】ULTRA MONEYセミナー
- 2021年4月10日：【投資セミナー】ULTRA MONEYセミナー
- 2022年7月23日：インフレを味方につける　資産形成とライフプランニング
- 2023年1月21日：ULTRA MONEYセミナー
- 2023年1月29日：ULTRA MONEYセミナー
- 2023年2月19日：ULTRA MONEYセミナー
- 2023年3月11日：ULTRA MONEYセミナー

### 【記事監修•執筆】
- 株式会社GV　まねーぶ：「9月から還元開始、マイナポイント事業に申込した決済サービスはどれ？」監修
- 株式会社ほけんのぜんぶ運営：「クレジットカードのぜんぶ」監修
- 日本最大級借入情報サイト「借入のすべて」にて「結婚・家族が増えるタイミングで保険を見つめ直そう」執筆

### 【メディア】

#### インタビュー記事掲載
- 「マネット」
- 「ミツカル保険」
- 「マイナビニュース」

### 【大学講義】
FP、簿記資格試験合格対策講座
【著書】
「インフレ期は借金をした方がい！？あらゆるリスクに負けない資産運用」
※Amazon売れ筋ランキング4部門ベストセラー1位獲得
・不動産
・不動産投資
・金融・ファイナンス
・マネー・金融政策

## 保有資格
- 1級ファイナンシャル・プランニング技能士
- CFP®
- 宅地建物取引士
- 証券外務員一種